# Moord op William McKinley
De moord op William McKinley vond plaats op 6 september 1901 toen William McKinley, de 25e president van de Verenigde Staten werd neergeschoten in de Temple of Music op de terreinen van de Pan-Amerikaanse tentoonstelling in Buffalo, New York, zes maanden na het begin van zijn tweede ambtstermijn. De president was handen aan het schudden met het publiek toen de zelferklaarde anarchist Leon Czolgosz hem tweemaal in de buik schoot. McKinley stierf op 14 september 1901 aan de gevolgen van het koudvuur dat zijn verwondingen hadden veroorzaakt. Hij was de derde Amerikaanse president die werd vermoord, na Abraham Lincoln in 1865 en James Garfield in 1881.
McKinley genoot ervan het publiek te ontmoeten en was terughoudend om de beveiliging te accepteren die aan zijn ambt was verbonden. Secretaris van de president George B. Cortelyou vreesde dat er een moordaanslag zou plaatsvinden tijdens een bezoek aan de Temple of Music en schrapte het evenement tot tweemaal toe van de presidentiële agenda, maar McKinley nam het bezoek telkens opnieuw op in de agenda.
Czolgosz was zijn werk kwijtgeraakt tijdens de paniek van 1893. Hij beschouwde McKinley als een symbool van onderdrukking en was ervan overtuigd dat het zijn plicht als anarchist zou zijn hem te doden. Hij was niet in staat de president te naderen tijdens een eerder bezoek, maar vuurde tweemaal op McKinley toen die hem de hand wilde schudden. Een kogel schampte McKinley, de andere torf zijn buik en werd nooit teruggevonden.
McKinley leek aanvankelijk te herstellen van de aanslag op zijn leven. Op 13 september 1901 verslechterde zijn medische situatie echter door het koudvuur dat was opgetreden aan zijn verwonding. De volgende ochtend stierf hij. Hij werd opgevolgd door zijn vicepresident Theodore Roosevelt. De als verdachte van moord aangemerkte Czolgosz werd strafrechtelijk veroordeeld, ter dood veroordeeld en geëxecuteerd middels de elektrische stoel. 
Czolgosz verklaarde tijdens zijn berechting beïnvloed te zijn door anarchisten zoals Emma Goldman. Er zijn meerdere aanhangers van anarchistische bewegingen kortstondig ondervraagd of gearresteerd geweest, onder wie Goldman zelf, alsook de broer van Czolgosz te Los Angeles omdat hij middels correspondentie contact zou hebben gehad met personen van ¨verdacht gehalte¨. . Zij werden allen vrijgelaten bij gebrek aan bewijs.
Na de aanslag was onder meer ook de anarchist Saftig als verdachte aangehouden, daarna weer vrijgelaten en vervolgens weer gearresteerd. 
Na de aanslag vaardigde het Amerikaanse Congres een wet uit die de United States Secret Service de taak gaf voortaan de  president te beveiligen.

## Galerij

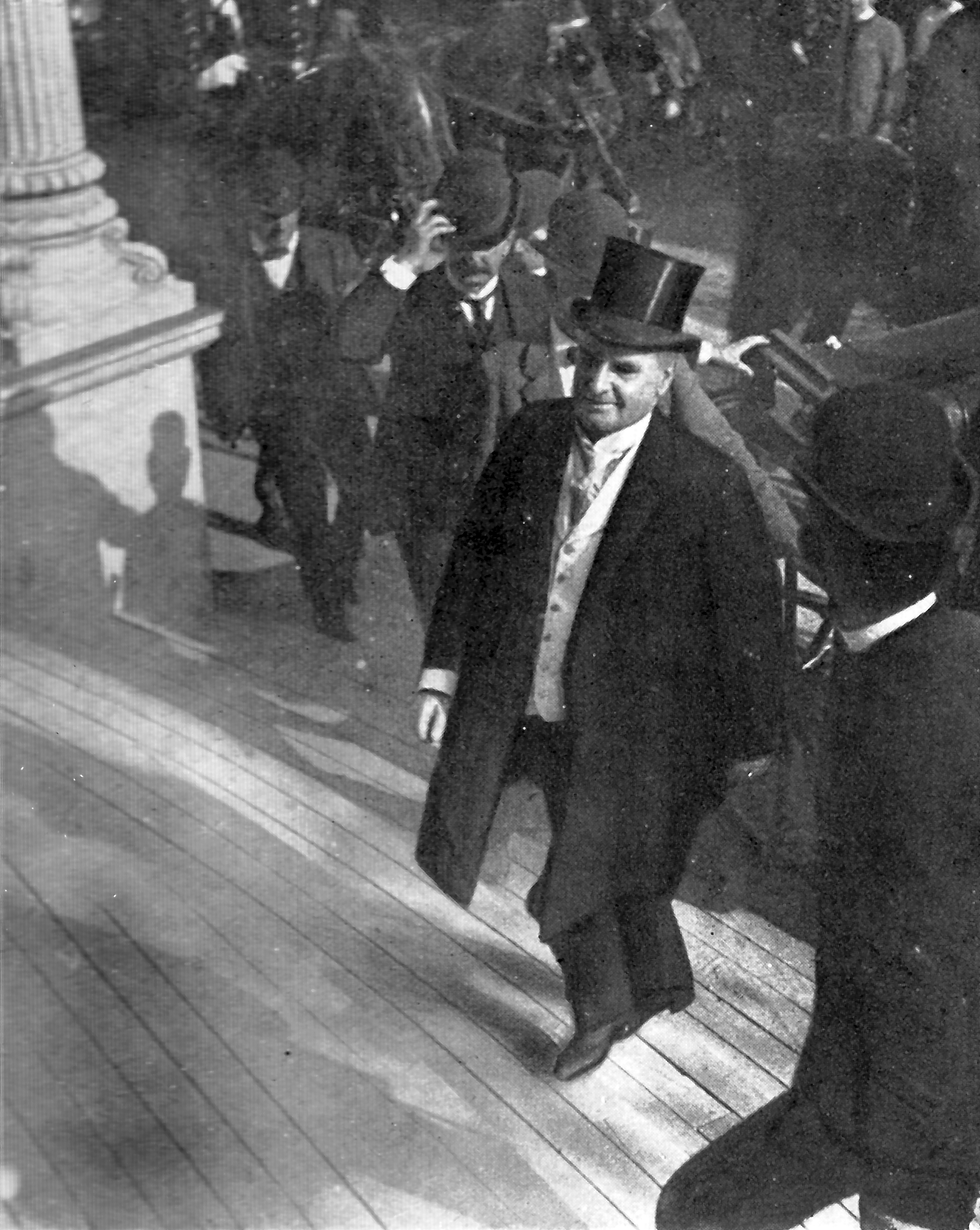
De laatste foto van president McKinley, genomen bij het binnentreden van de Temple of Music
De aanslag
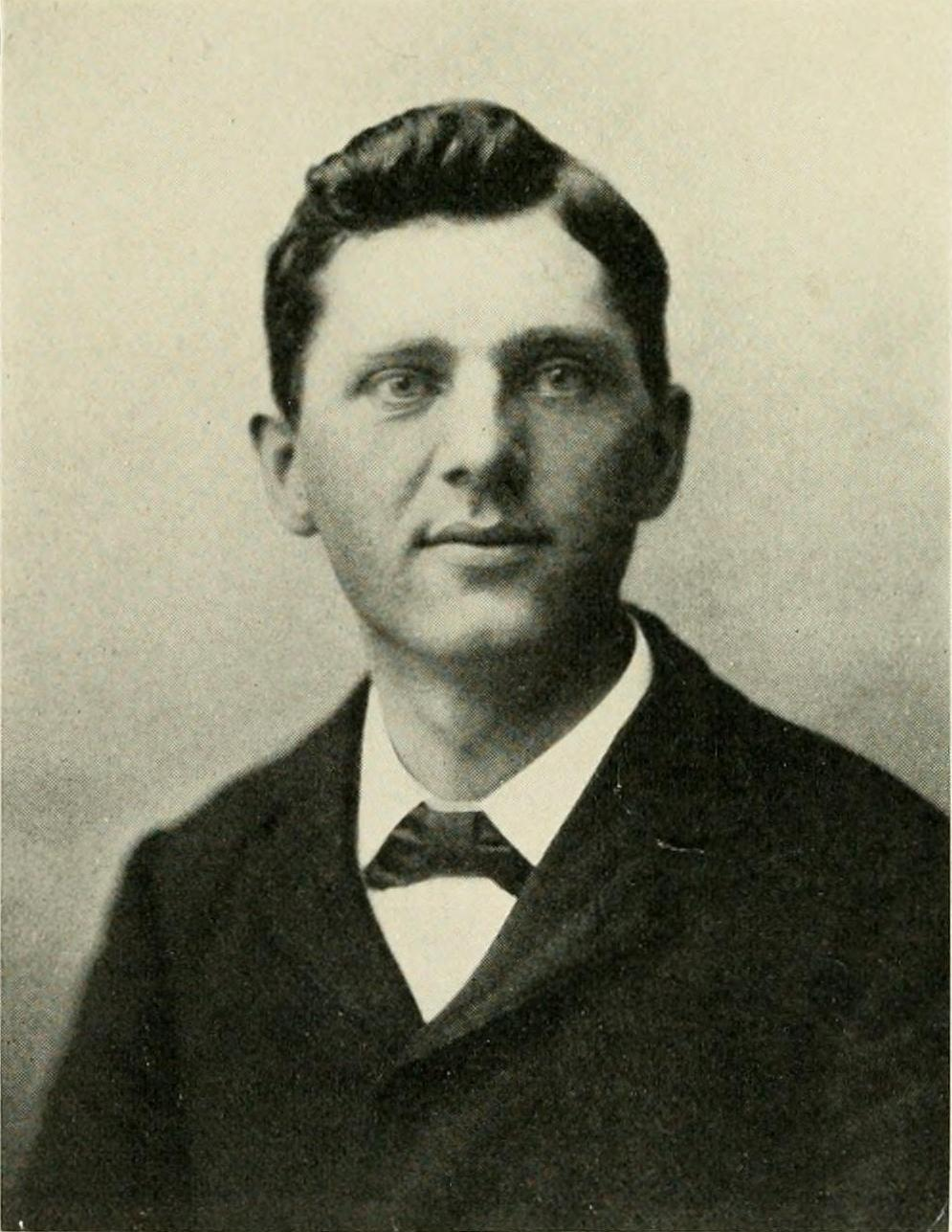
De moordenaar
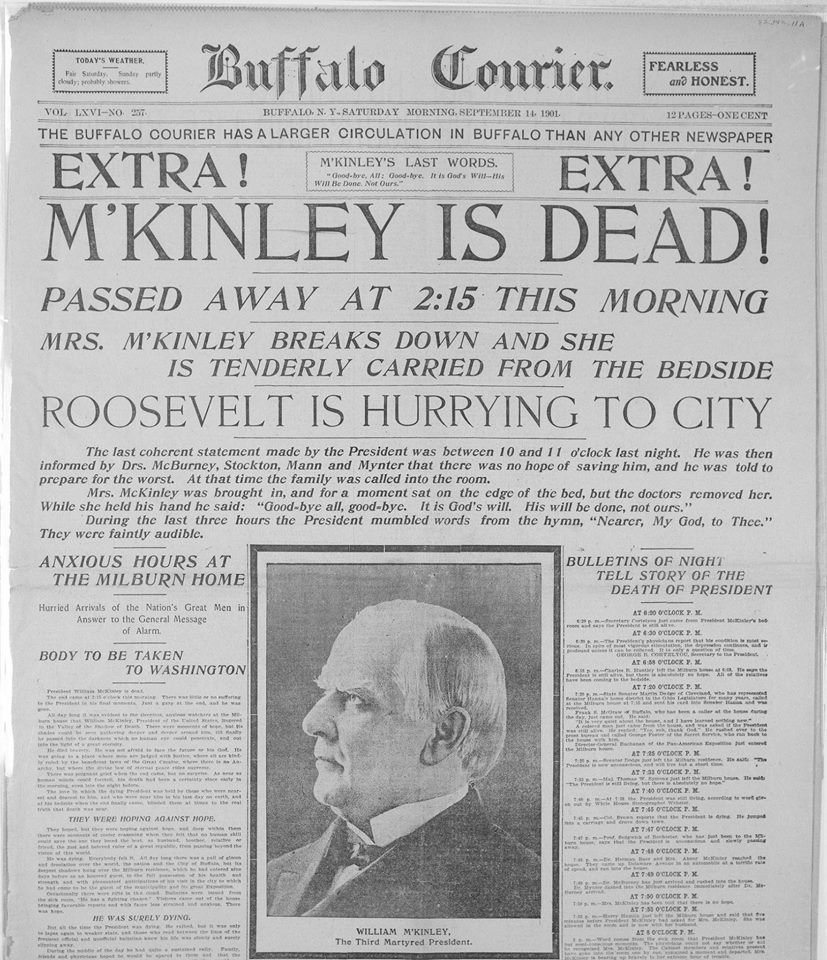
Aankondiging van het overlijden in de Buffalo Courier
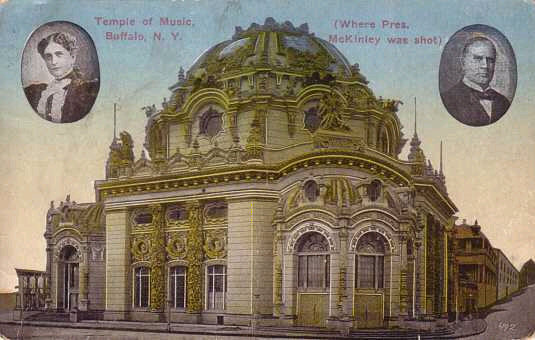
De Temple of Music
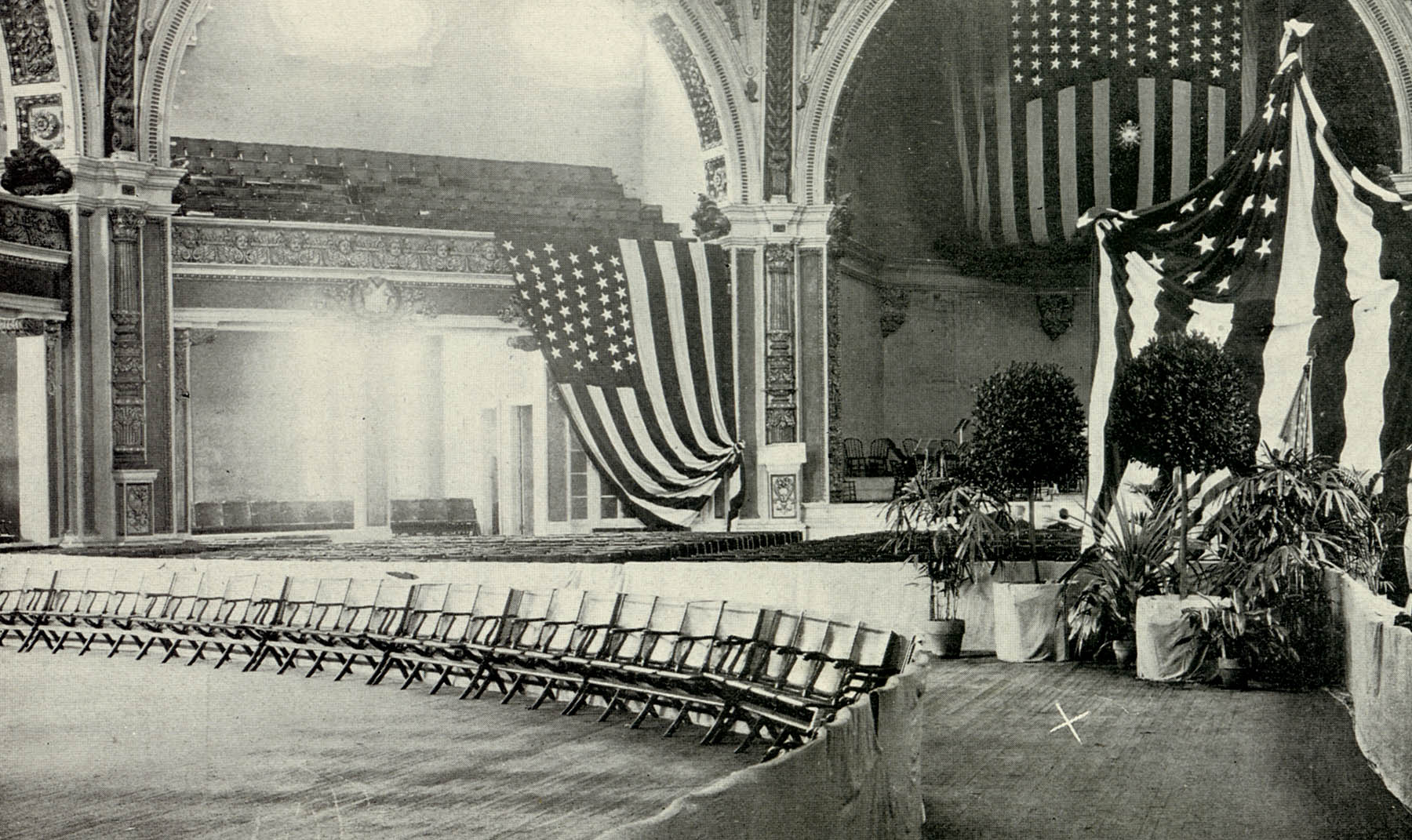
De plek van de aanslag
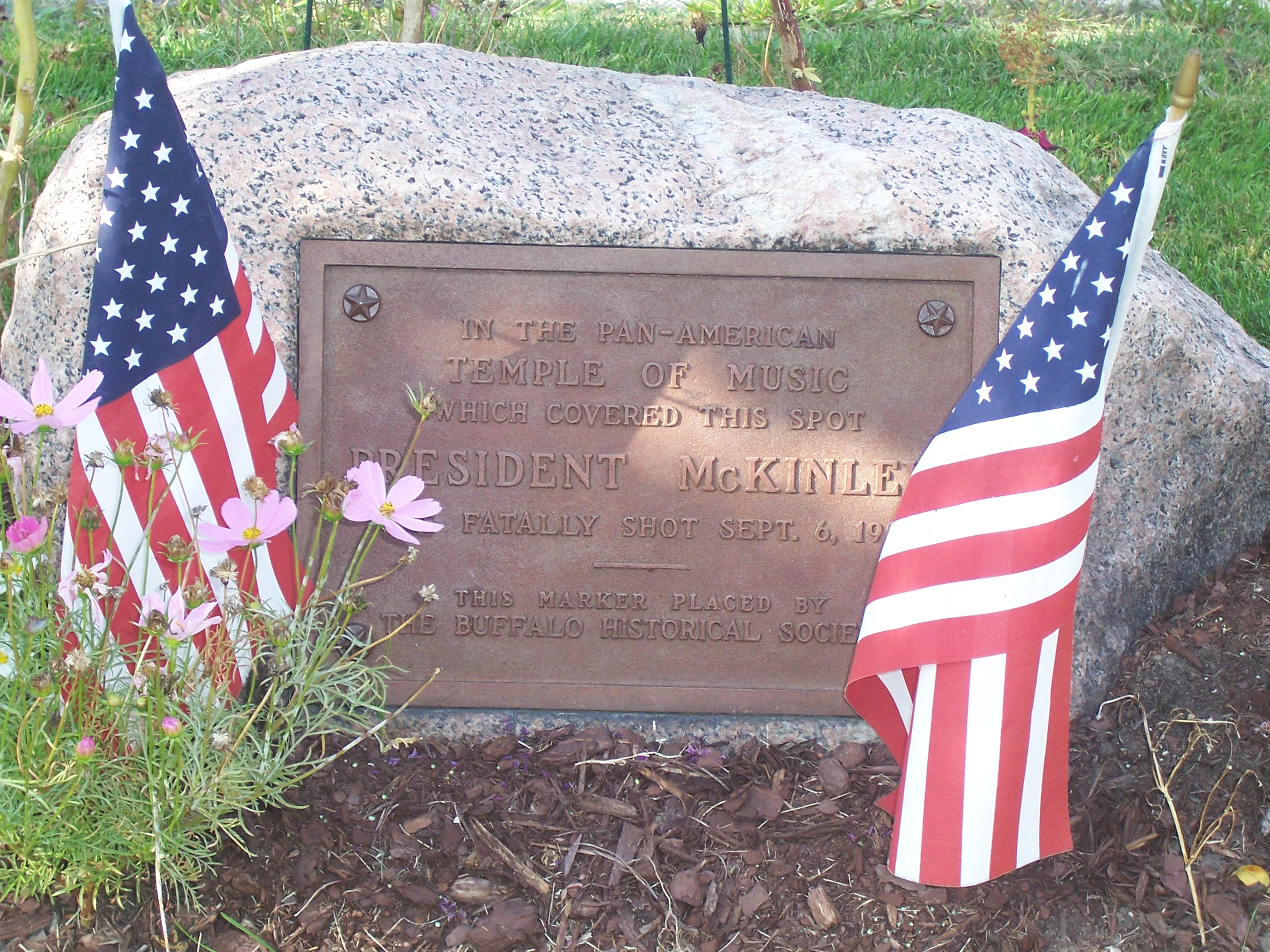
Gedenkteken op de plaats van de aanslag